# Грумес
Грумес (итал. Grumes) — упраздённая коммуна в Италии, асположена в автономной области Трентино-Альто-Адидже, подчиняется административному центру Тренто. Ныне является фракцией коммуны Альтавалле.
Население коммуны, на 31.12.2015 года, составляло 438 человек, плотность населения — 40,84 чел./км². Коммуна занимала площадь 10,73 км². 
Почтовый индекс — 38030. Телефонный код — 0461.
Покровительницей коммуны почитается святая Лючия, день её памяти ежегодно отмечается 13 декабря.

## История
Муниципалитет Грумес был упразднён 1 января 2016 года, с целью создания новой коммуны Альтавалле. Она была создана путём объединения соседних муниципалитетов Грумес, Фавер, Грауно и Вальда.

## Демография
Динамика населения: